# Krista Vernoff
Krista Vernoff (* 25. Oktober 1971 in New York City) ist eine US-amerikanische Drehbuchautorin, ausführende Produzentin und Regisseurin. Bekannt ist sie für ihre Arbeit als Autorin bei Grey’s Anatomy und dem Spin-off Station 19.

## Leben und Karriere
Vernoff stammt aus einer jüdischen Familie.
Ihre Eltern sind die Schauspielerin Aysha Quinn und der 2001 verstorbene Schauspieler Bob Verne. Sie besuchte die Troy High School in New York, die sie 1989 abschloss und studierte an der Boston University Schauspiel.
Im Alter von 28 Jahren bewarb sie sich erstmals für einen Job als Drehbuchautorin. Überwiegend arbeitet Vernoff als Autorin und Produzentin für verschiedene Fernsehserien. Ihre erste Arbeit als Drehbuchautorin war 1999 eine Folge von Law & Order. Von 2000 bis 2004 arbeitete sie für die Serie Charmed – Zauberhafte Hexen. Zunächst als Story-Redakteurin beteiligt, wurde sie später auch Co-Produzentin. Als Drehbuchautorin war sie an 50 Folgen von Charmed beteiligt. Von 2009 bis 2011 schrieb sie vier Folgen für Private Practice und war zwischen 2011 und 2013 auch beratende Produzentin.
Bekannt ist Vernoff für ihre Beteiligung im Kreativteam der Krankenhausserie Grey’s Anatomy. Sie ist als ausführende Produzentin, Showrunnerin und Drehbuchautorin an der Serie von Shonda Rhimes beteiligt. Zunächst von 2007 bis 2011 verantwortlich, kehrte sie 2017 zur 14. Staffel auf persönlichen Wunsch von Rhimes zurück. Vernoff erhielt die vollständige kreative Kontrolle über Grey’s Anatomy. Die von ihr geschriebene Folge „Into You Like a Train“, aus der zweiten Staffel, wurde für den Emmy Award nominiert. Serienerfinderin Rhimes erwähnte in einem Interview, dass die Catchphrase seriously, die häufig in den Dialogen der Serie benutzt wird, auf Krista Vernoff zurückgeht, die den Begriff im Writers’ Room häufig benutzt hätte. In der siebten Staffel von Grey’s Anatomy würdigte sie in einer Folge ihre High School mit dem Lied der Alma Mater. Wie sie auch ihrem verstorbenen Vater Bob Verne in einer zweiteiligen Episode eine Hommage widmete. Bei dem Grey’s Anatomy-Ableger Station 19 war sie seit der dritten Staffel Showrunnerin und auch an fünf Folgen als Autorin beteiligt.
Mit dem Ende der 19. Staffel verlässt Vernoff Grey’s Anatomy genau so wie Station 19.
Vernoff hat eine Tochter namens Cosette, einen Pflegesohn und zwei Stiefsöhne. Seit 2018 ist sie mit Alexandre Schmitt verheiratet. Gemeinsam mit ihrem Ehemann führt sie seit 2019 die Produktionsfirma Trip the Light Productions.

## Filmografie
Produzentin
- 2002–2003: Charmed – Zauberhafte Hexen (Fernsehserie, 23 Folgen)
- 2004: Wonderfalls (Fernsehserie, 12 Folgen)
- 2005–2023: Grey’s Anatomy (Fernsehserie, 259 Folgen)
- 2006: Introducing Lennie Rose (Fernsehfilm)
- 2011: Grace (Fernsehfilm)
- 2011–2013: Private Practice (Fernsehserie, 34 Folgen)
- 2013: Rita (Fernsehfilm)
- 2013–2017: Shameless (Fernsehserie, 40 Folgen)
- 2016: Divorce: The Greatest Hits (Kurzfilm)
- 2018–2023: Station 19 (Fernsehserie, 56 Folgen)
- 2021: Rebellin (Fernsehserie, 10 Folgen)

Drehbuchautorin
- 1999: Law & Order (Fernsehserie, 1 Folge)
- 2000: New York Life – Endlich im Leben! (Fernsehserie, 2 Folgen)
- 2000–2004: Charmed – Zauberhafte Hexen (Fernsehserie, 50 Folgen)
- 2004: Wonderfalls (Fernsehserie, 3 Folgen)
- 2005–2023: Grey’s Anatomy (Fernsehserie, 29 Folgen)
- 2006: Introducing Lennie Rose (Fernsehfilm)
- 2009–2011: Private Practice (Fernsehserie, 4 Folgen)
- 2011: Grace (Fernsehfilm)
- 2013: Rita (Fernsehfilm)
- 2014: Songbyrd (Fernsehserie)
- 2015: Studio City (Fernsehfilm)
- 2015: Stars (Kurzfilm)
- 2016: Divorce: The Greatest Hits (Kurzfilm)
- 2013–2017: Shameless (Fernsehserie, 8 Folgen)
- 2021: Rebellin (Fernsehserie, 10 Folgen)
- 2020–2022: Station 19 (Fernsehserie, 5 Folgen)